# Joseph Schadde

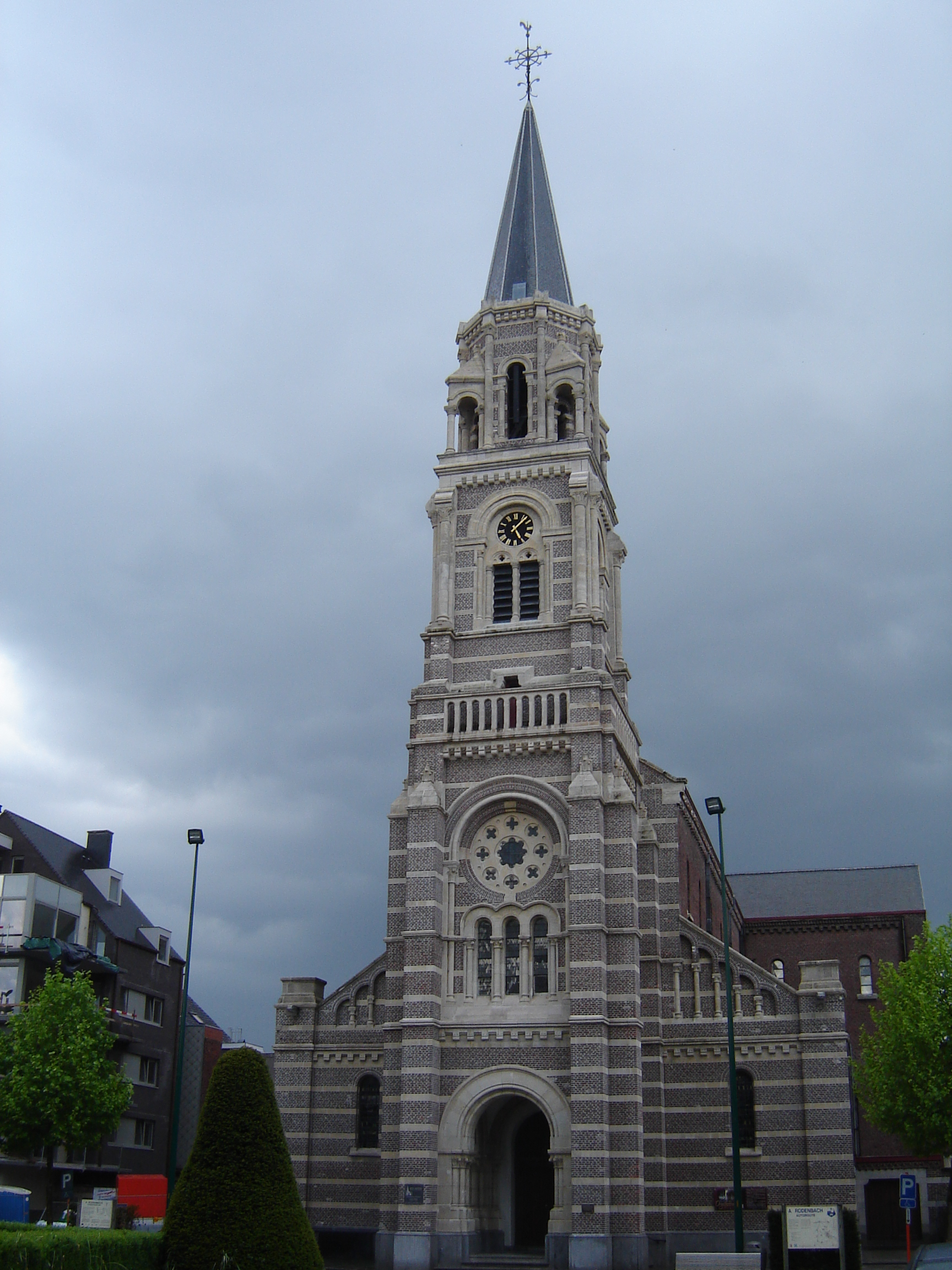
Sint-Amandskerk (Roeselare)

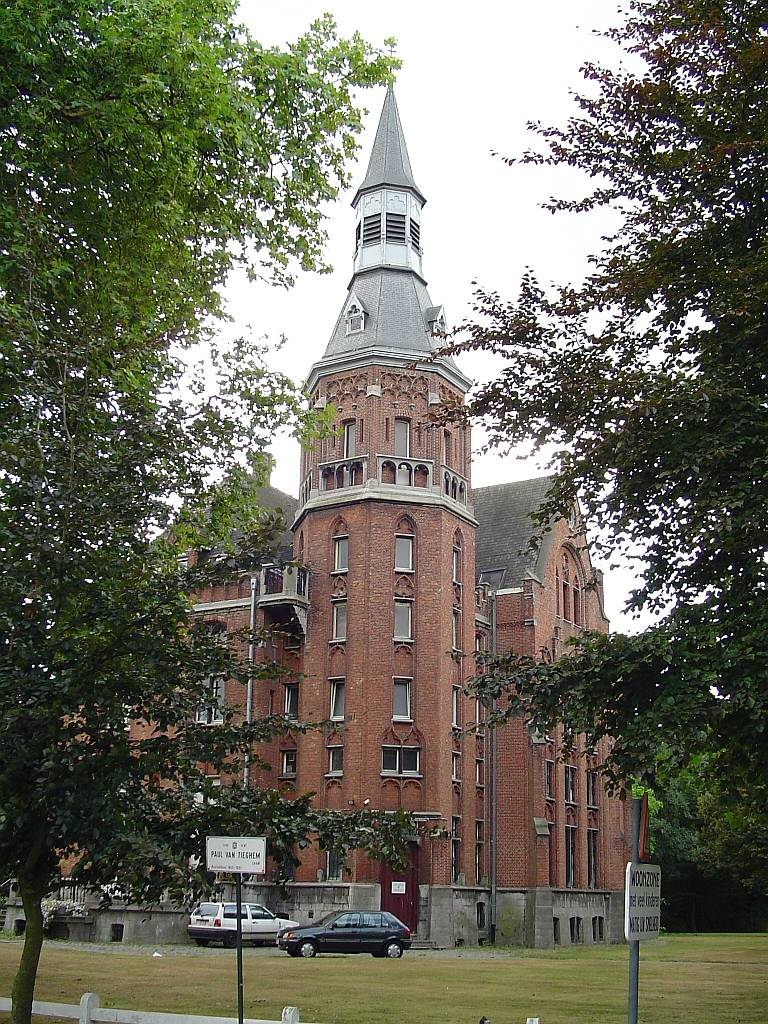
Kasteel Van Tieghem de ten Berghe (Mariakerke)

Joseph Schadde (Antwerpen, 3 augustus 1818 – aldaar, 3 december 1894), was een Belgische architect. Naast architect was hij ook bijna 38 jaar leerkracht aan de Antwerpse Academie, waar hij zelf zijn opleiding had genoten, academicus, schrijver en provinciaal bouwmeester voor de provincie Antwerpen. Hij voerde veel ingrijpende restauraties uit met bewondering voor het werk van Frans architect en archeoloog-restaurateur Eugène Viollet-le-Duc, maar ontwierp ook nieuwe gebouwen, kerken en kastelen, waarbij hij aandacht had voor oude bouwmethodes en -stijlen. Tot zijn meest bekende projecten behoren de wederopbouw van de Antwerpse Beurs, evenals het voormalige, tweede treinstation van Brugge. 

## Opleiding
Op dertienjarige leeftijd werd Josephus Schadde voor het eerst ingeschreven aan de academie voor de winterlessen van 1831-1832 in de afdeling 'ornamenten'. Het inschrijvingsregister van de academie specifieert als beroep "meubelmaeker". Dit zou zowel het beroep van zijn vader kunnen betekenen als het beoogde beroep dat de student nastreeft. Schadde was thuis, naast zijn opleiding, actief in het atelier van zijn vader Pierre. Vanaf 1835 laat hij de plastische kunsten varen en volgt hij de lessen 'bouwkunde'. Paul Saintenoy, die in 1911-1913 zijn toespraak bij Schaddes overlijden tot een biografie herwerkt, vermeldt verkeerdelijk dat Schadde tegelijk in de leer was bij architecten Sauen en Ferdinand Berckmans. Berckmans werd echter pas in 1841 professor aan de academie. Wanneer hij in 1854 plots overlijdt, volgt Schadde hem wel op: nog bijna 38 jaar bleef Schadde als leerkracht verbonden aan de academie en gaf zo onder meer les aan de volgende architecten: Oscar De Breuck, Leonard Blomme, Henri Blomme, Paul Cauchie, Jos Bascourt, Paul Saintenoy, Frans van Dijck, Eugène Geefs (1854-1925), Joseph Hertogs (1861-1930).
Kenmerkend voor de periode waarin Joseph Schadde aan de academie werd gevormd waren naast neoclassicistische architectuur voor het eerst ook de neogotische en de Neo-Vlaamse-renaissancestijl. Deze twee stijlen zouden dan ook in het merendeel van Schadde's ontwerpen terugkomen. Vanuit een meer gematigde en academische achtergrond dan deze van de neogotiek voortkomend uit het Sint-Lucasonderwijs was Schadde een vertegenwoordiger van de eclectische bouwtrant.  

## Functies
Naast zijn werk als architect en professor was Schadde lange tijd actief als eerste provinciaal bouwmeester in de provincie Antwerpen. Meer dan 25 jaar was Schadde verbonden aan de Académie Royale d'Archéologie de Belgique, waar hij in 1882 kanunnik E. Reusels als voorzitter opvolgde. Hij was ook lid van de Académie Royale des Sciences, des Lettres et des Beaux-Arts de Belgique, briefwisselend en later effectief lid van de Koninklijke Commissie voor Monumenten en maakte deel uit van de Commission des Prix de Rome aan de Antwerpse Academie. Daarom werd hij vaak gevraagd om in de jury van architectuurwedstrijden te zetelen, zoals die voor het Pantheon Nationale (Koekelberg,1879), Nouveaux Boulevards (Brussel, 1872), de aanstelling van een nieuwe stadsbouwheer en een nieuw stadhuis in Sint-Niklaas (1860 en 1875), enz.
Schaddes doodsbrief vermeldt een indrukwekkend aantal titels waaronder "commandeur de l'Ordre de Leopold in de l'Ordre d'Isabelle-la-Catholique, ridder van de Ordre de Saint-Grégoire-le-Grand en décoré de la Croix Civique de Ire Classe".

## Architecte des chateaux
Doorheen zijn carrière was Schadde nauw betrokken bij een groot aantal kasteelontwerpen. Zowel bij leven als na zijn overlijden genoot hij daardoor een reputatie als kasteelarchitect: “Naast de Handelsbeurs en het station te Brugge is de meest gewaardeerde prestatie in Schaddes oeuvre zijn kasteelarchitectuur, waarin de verdienste van de Antwerpse bouwmeester zeer groot werd geacht.”
Toch blijven Joseph Schaddes kasteelontwerpen het minst belichte aspect van zijn carrière. In het weinige onderzoek dat naar Joseph Schadde en zijn oeuvre werd gedaan, wordt vaak vermeld dat Schadde meer dan vijftig kastelen zou gerealiseerd hebben. Men vertrouwt hier duidelijk op de biografische nota van Paul Saintenoy uit 1911-1913 in Biographie Nationale, waarin hij schrijft:
Tres jeune, ces connaissances architecturales et sa bonne renommée lui donnèrent la clientèle des families nobles non seulement d'Anvers, mais de toute la Belgique (...) Il fut l'architecte des châteaux et ceux qu'il éleva se montent à plus de cinquante, parmi lesquels: le château d'Ordange (1879), continué par l'auteur de ces lignes et rétabli dans la splendeur qu'il avait au XVIe siècle; le château de Brusthem, entièrement moderne, mais conçu dans le style de la renaissance (1880); le château d'Yves, resté in-achevé malheureusement (1878); les châteaux de Mariakerke, à Mr le sénateur Bracq et à Mr Van Tieghem de ten Berge; le château de Coolkerke; le château de Woumen (1861); le château de Ruddervoorde; le château de Sterrebeek (1863); le château d'Aertrycke (1868); le château de Cruybeke (1878). Dans ce genre spécial, Schadde se trouvait à l'aise. Abondant en motifs originaux, fertile d'imagination, son art, fait d'inattendu et de fantaisie, aimant les silhouettes pittoresques, s'enrichissait de trouvailles imprévues qui d'ailleurs ne furent pas toujours inspirées par un goût parfait, ou par une critique sévère des formes dont on aurait aimé voir les données plus étudiées.
Edmond Marchal houdt het in 1906, op veertig kastelen: “Depuis 1848 (il avait 30 ans jusqu’en) on 1846, on connaît de lui, en fait de constructions et d’agrandissements, quarante châteaux dans les provinces de Brabant, d’Anvers, de Limbourg, de Namur, de Liège et des deux Flandres (...)”. Hij noemt geen voorbeelden, maar vermeldt wel dat het nieuwbouw en uitbreidingen betreft. Hier wordt opnieuw het jaartal 1848 genoemd. Vermoedelijk verwijst Marchal hier naar Schaddes aandeel in de restauratie van het kasteel Della Faille de Leverghem in Deurne. 
Het Waalse equivalent van de Inventaris Onroerend Erfgoed, l’Inventaire du patrimoine culturel immobilier, vermeldt Schadde als architect van de neogotische Sint-Martinuskerk in Senzeille (1859-1867), bij Charleroi. Zijn werk als architect rijkt dus (beperkt) tot buiten Vlaanderen, cf. de beschrijving Marchal. Rond de ontstaansgeschiedenis van een vroeg-twintigste-eeuwse neo-Vlaamse-renaissance-ontwerp dat werd opgetrokken als Belgische ambassade in Peking verschenen tussen 2005 en 2007 enkele publicaties van de hand van gewezen Belgisch ambassadeur Frans Baekelant. Die ambassade zou rond 1902 opgetrokken zijn op basis van de negentiende-eeuwse restauratieplannen voor het kasteel Bilquin-de Cartier in Marchienne-au-Pont, bij Charleroi. De ambassade vertoont in sommige delen veel gelijkenissen met dat kasteel, dat het ouderlijk huis van diplomaat Emile-Ernest Cartier de Marchienne (1871-1946) was. In één van die publicaties oppert Baekelandt de mogelijkheid dat Schadde die oorspronkelijke plannen opmaakte en dus betrokken was bij de negentiende-eeuwse restauratie van het kasteel van Marchienne in de tweede helft van de 19de eeuw. Hij doet dat o.a. op basis van gelijkenissen die hij ziet met het ontwerp voor kasteel Ter Meeren in Sterrebeek: “Ook het kasteel ‘Altena’ in Kruibeke uit 1594, werd in 1878 in een gelijkaardige stijl door Schadde verbouwd. Vooral de nieuwe inkompartij vertoont grote gelijkenis met de hoofdinkom van Bejing.” Echter, een toeschrijving op basis van gelijkenissen tussen het centrale gebouw van de ambassade in Peking en twee van Joseph Schaddes realisaties in Vlaanderen, of op basis van het argument dat Schadde zeer actief was binnen de negentiende-eeuwse kasteelbouw en/of gekend in de streek rond Charleroi, is weinig sluitend. 
Meer recente pogingen tot lijsten van de kastelen waarbij Schadde in kleine of grote mate betrokken was lopen sterk uiteen; Veerle Meul houdt het in haar licentiaatsverhandeling in 1992 op 14 kastelen door de Inventaris Onroerend Erfgoed met de opsomming van Paul Saintenoy uit 1911-1913 te vergelijken. Ze merkt op dat Saintenoy o.a. in Mariakerke bij Gent kasteel Kervyn d'Oudt Mooreghem en kasteel Herry of Les Vignes Vierges niet benoemt. Omdat haar licentiaatsverhandeling vooral zijn werk als eerste provinciaal architect voor het arrondissement Mechelen als onderwerp aannam, gaat ze op het onderwerp van zijn kasteelarchitectuur slechts kort in: “Het is mogelijk dat de verdienste van de architect binnen deze discipline zeer belangrijk was, doch nader onderzoek zou deze vermoedens moeten bevestigen en onderbouwen.”  Anne Van Loo, die zich op het werk van Meul en Saintenoy baseert, heeft het over “tientallen kastelen”. Bram Vercauteren vermeldt een chronologische lijst van kastelen en hoven waar Schadde (mogelijk; zie vraagtekens voor ontwerpen waarvan de datering/toeschrijving onzeker is) doorheen zijn carrière bij betrokken was:
1. 1848-1850: kasteel della Faille de Leverghem, Deurne (Antwerpen)
2. 1854-1855: hof ter Beke, Wilrijk (Antwerpen)
3. 1856-1858: kasteel Du Parc, Vlamertinge (Ieper)
4. 1860-1870: kasteel Blankaart, Woumen (Diksmuide)
5. ca. 1865: kasteel Ter Meeren, Sterrebeek (Zaventem)
6. 1869-1871: kasteel De Maere d’Aertrycke, Torhout
7. ca. 1871: kasteel van Ossel, Brussegem (Merchtem)
8. ca. 1874: kasteel De Cellen, Oostkamp
9. ca. 1875: kasteel Fester, Antwerpen
10. 1875-1882: kasteel ten Berghe, Koolkerke (Brugge)
11. 1876: kasteel Lakebosschen, Ruddervoorde (Oostkamp) (?)
12. ca. 1878: kasteel van Westmalle, Westmalle (Malle)
13. 1878: kasteel Altena, Kruibeke
14. ca. 1878(?): kasteel van Yves, Yves-Gomezee (?)
15. 1879-1882: kasteel van Ordingen, Brustem (Sint-Truiden)
16. jaren 1880: kasteel Herry, Mariakerke (Gent)
17. ca. 1883: Regahof, Rotselaar
18. ca. 1884(?): kasteel De Akker, Ruddervoorde (Oostkamp) (?)
19. 1884-1885: kasteel Kervyn d'Oudt Mooreghem, Mariakerke (Gent)
20. 1889-1890: kasteel Van Tieghem de Ten Berghe, Mariakerke (Gent)
21. 1890-1892: kasteel Claeys-Bouüaert, Mariakerke (Gent)
22. 1891: kasteel van ‘s Gravenwezel, ‘s Gravenwezel (Schilde)
23. ca. 1892: kasteeldomein Wolvendaal, Brussegem (Merchtem)
24. (?): kasteel Bilquin-de Cartier, Marchienne-au-Pont (Charleroi) (?)

## Andere realisaties
- Sint-Martinuskerk in Senzeille (1859-1867)
- O.L.V.-ten-Traankerk Puurs (1856)
- Woning van de Antwerpse schilder Hendrik Leys (1857)
- Vergroting van de Sint-Martinuskerk (1860) in Duffel
- het interieur van het Stadhuis van Antwerpen (1862)
- Hof van Busleyden, Mechelen (1864)
- De restauratie van het interieur van de Onze-Lieve-Vrouwekathedraal (1867-1868) in Antwerpen
- Overkapping nieuwe Handelsbeurs in Antwerpen (1869-1872)
- Het tweede treinstation van Brugge, (1879-1886), gesloopt in 1948
- Restauratieplannen Steen Antwerpen (1885)
- Restauratie gevel Sint-Carolus-Borromeus-kerk in Antwerpen
- Sint-Salvatorkerk in Booischot
- Sint-Martinuskerk, met uitzondering van de toren, in Hombeek
- Sint-Amandskerk in Roeselare
- Verbouwing van de Sint-Niklaaskerk van Willebroek
- Gemeentelijke Jongensschool in Hingene.
- Pastorie Sint Anna in Weert.

Een (incompleet) overzicht met ontwerpen in Vlaanderen waar Schadde bij betrokken was: https://inventaris.onroerenderfgoed.be/personen/4334

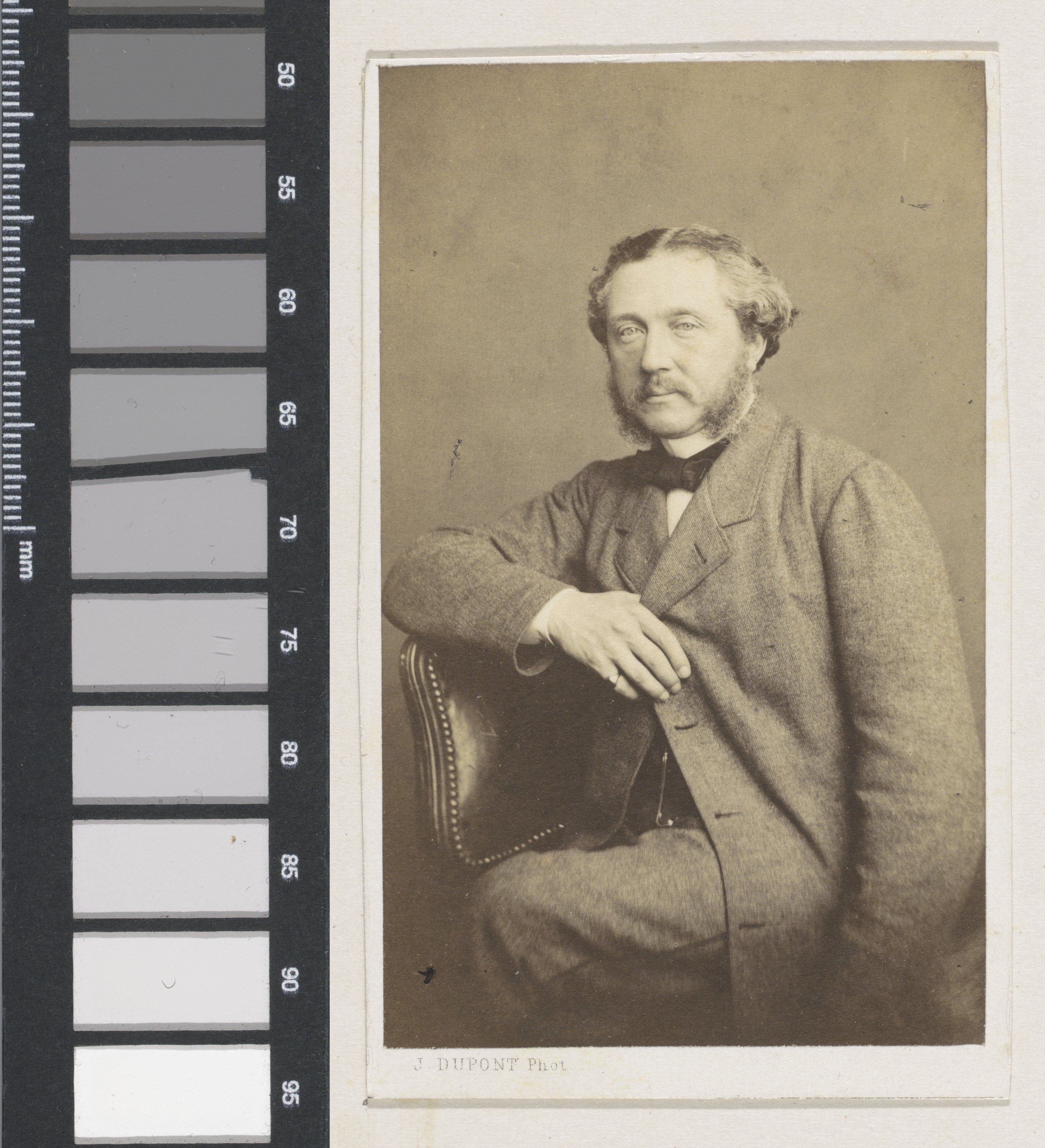
Portret van de architect Schadde, (halffiguur) - Joseph Dupont, 1861
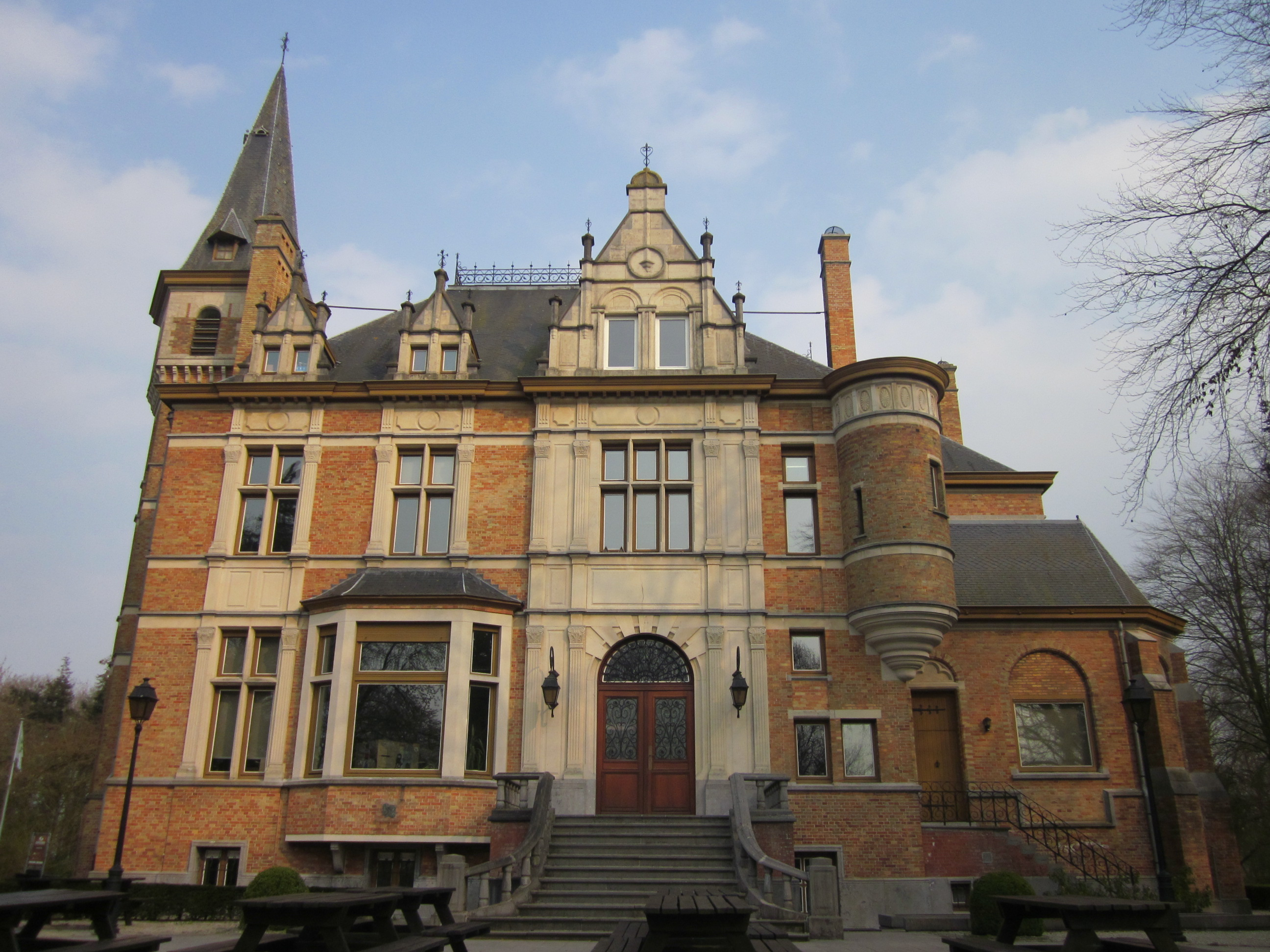
Blankaartkasteel (1860-1870,  Woumen)
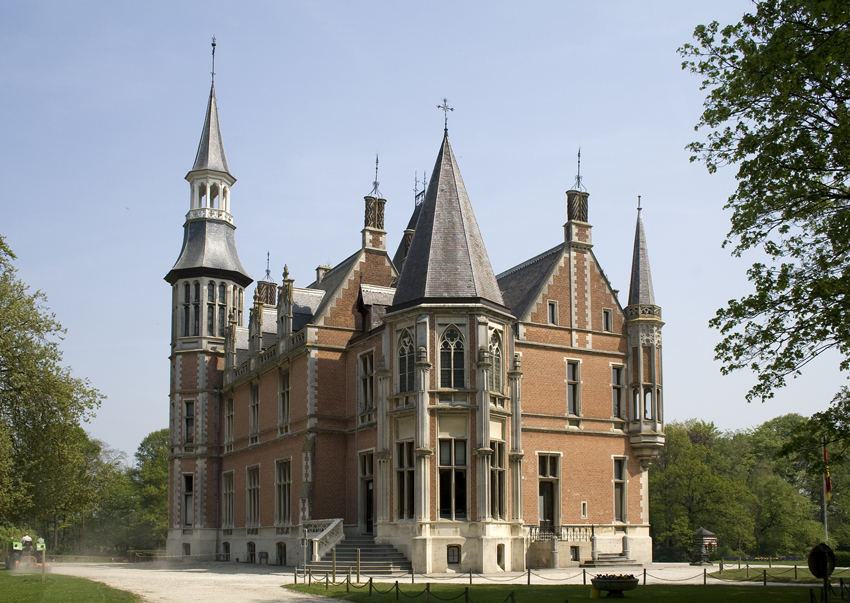
Kasteel d'Aertrycke (1869-1871, Aartrijke)
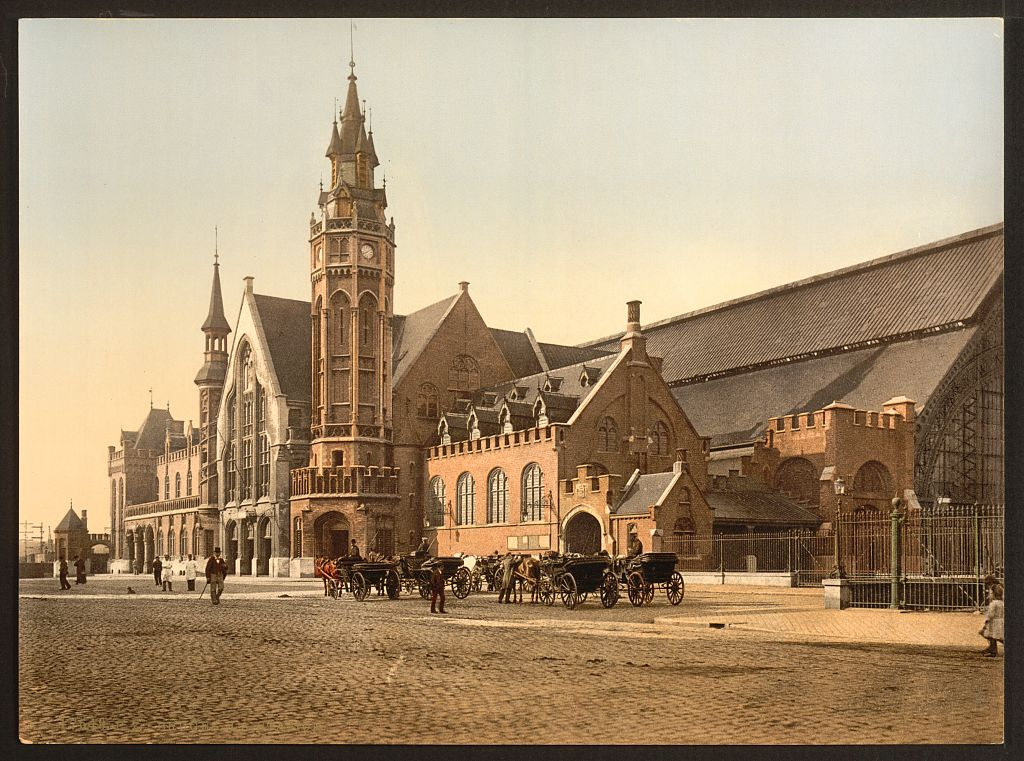
Tweede station van Brugge (1879-1886), gesloopt in 1948.